# Racek malý

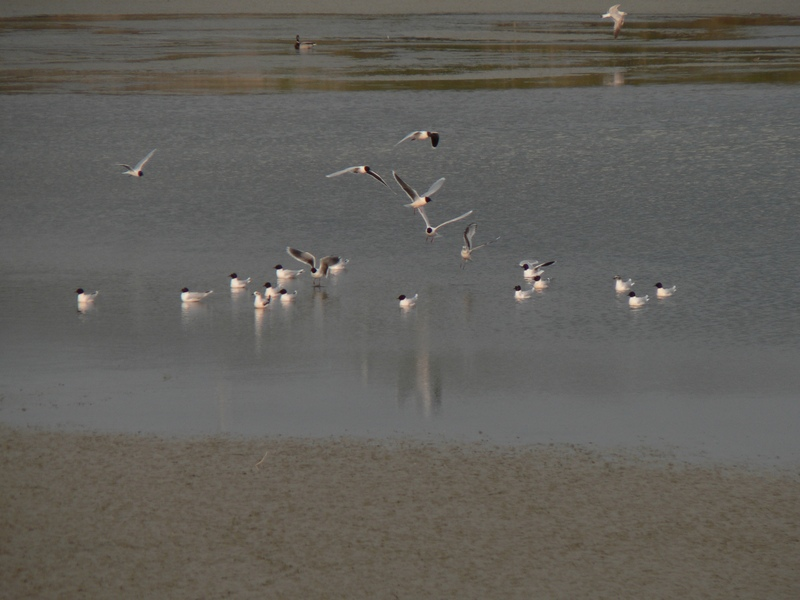
Racci malí (Hydrocoloeus minutus) na tahu u Libiny

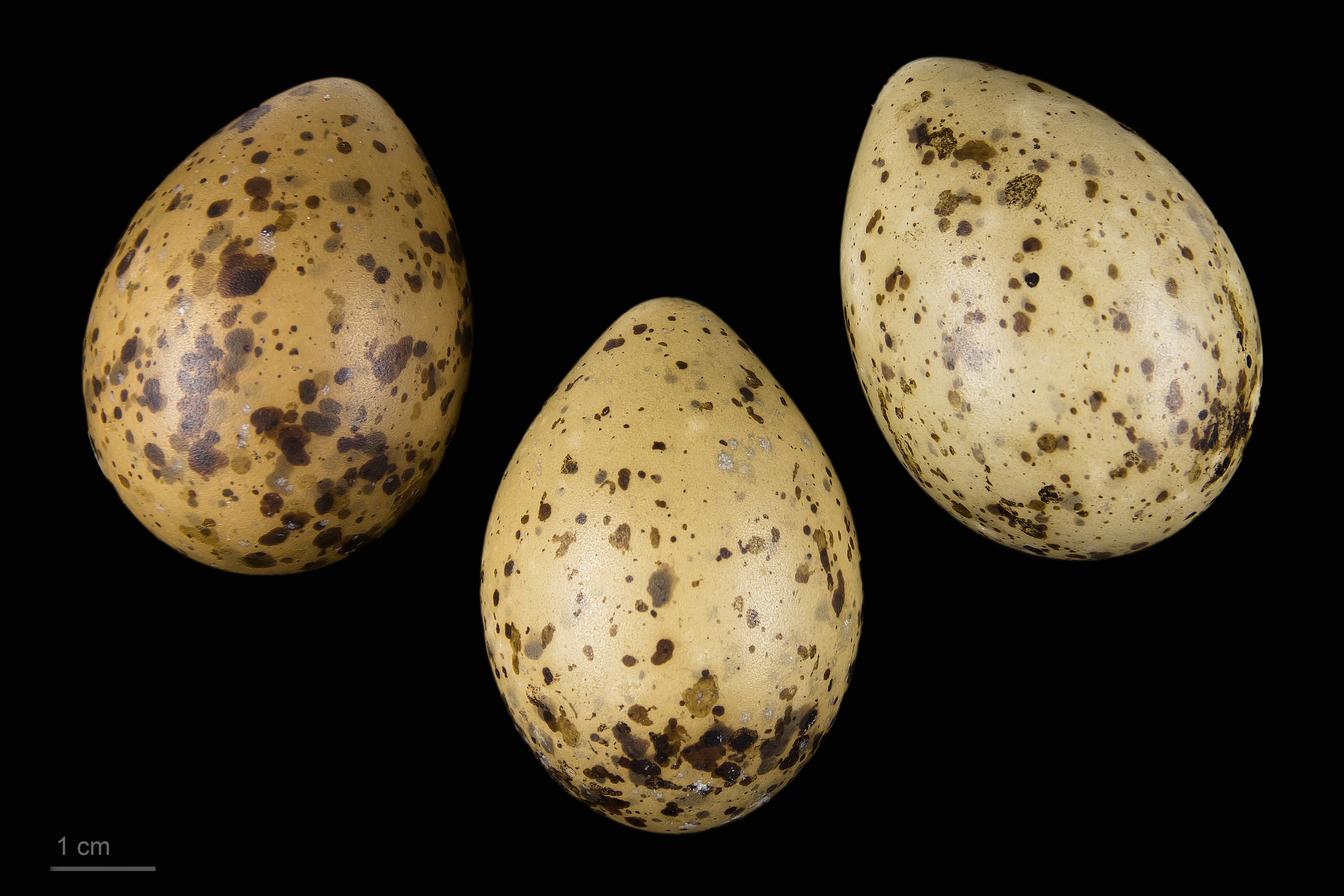
Hydrocoloeus minutus

Racek malý (Hydrocoloeus minutus, dříve Larus minutus) je malý racek dříve řazený do rodu Larus, nověji vyčleňovaný do zvláštního rodu Hydrocoloeus. Dospělí ptáci měří jen 25 až 27 cm a mají rozpětí křídel 75 až 80 cm. Je to nejmenší druh racka na světě, o třetinu menší než racek chechtavý.

## Popis
Podobá se vzdáleně malému racku chechtavému, je však výrazně menší. Dospělí ptáci ve svatebním šatu mají černou kápi na hlavě, šedou svrchní stranu křídel bez černé kresby. Spodina křídel je jednolitě tmavošedá (charakteristický znak). Mladí práci mají svrchu na křídlech tmavou kresbu ve tvaru písmene M.

## Rozšíření
Hnízdí ve vnitrozemí boreálního pásma Evropy a Asie, převážně na území Ruska. Ve druhé polovině dvacátého století se rozšířil i do Severní Ameriky. Je tažný, zimuje na pobřeží západní Evropy, v západním i východním Středozemním moři, mezi další zimoviště patří Černé moře, Kaspické moře a východní Číně.

### Výskyt v Česku
Racek malý českým územím pravidelně protahuje na jaře, převážně od konce dubna do poloviny května. V některých letech se objevují i velká hejna (přes 100 ex.). Podzimní tah je rovněž pravidelný, ale výrazně slabší. Obvykle se objevují jednotliví ptáci, kteří mohou vzácně i přezimovat. Hnízdění na českém území se přes některé domněnky nepodařilo nikdy prokázat.

### Výskyt v Evropě
Evropská populace čítá zhruba 23 000 až 32 000 párů, z toho téměř polovina hnízdí v Rusku. Přehled populace podle států:
- Rusko: 11000-14000 párů
- Finsko: 8000-10000 párů
- Bělorusko: 1800-2300 párů
- Estonsko: 1000-2000 párů
- Lotyšsko: 700-3000 párů
- Švédsko: 500 párů
- Litva: 100-200 párů
- Ukrajina: 100-200 párů
- Polsko: 20-100 párů
- Nizozemsko: 5-40 párů, v současnosti pouze 0-2 páry ročně [nedostupný zdroj]
- Norsko: do 10 párů

Nepravidelně hnízdí také v těchto státech: Spojené království, Německo, Dánsko, Francie, Rumunsko.

### Výskyt v Severní Americe
Racek malý byl v Severní Americe poprvé zjištěn v letech 1919-1922. První prokázané hnízdění bylo zaznamenáno v roce 1962 v provincii Ontario (Kanada). Ve Spojených státech hnízdí od roku 1975. Malá americká populace táhne spolu s racky Bonapartovými, zimuje převážně na východním pobřeží od Massachusetts po New York.